# Elisabeth Shue
Elisabeth Judson Shue (Wilmington, Delaware, 6 d'octubre de 1963) és una actriu de cinema estatunidenca nominada per l'Acadèmia dels Òscar com a millor actriu el 1995.

## Biografia

### Primers anys
Va néixer en el si d'una família benestant. La seva mare, Anne Harms era banquera executiva i fou vicepresidenta de la divisió privada de la Chemical Banking Corporation. El seu pare, James Shue, advocat i promotor immobiliari, va ser president de la International Food and Beverage Corporation i actiu republicà que participà, sense èxit, en la cursa pel Senat dels Estats Units a Nova Jersey. La família de la Shue era de classe alta i instruïda. Creixé a Nova Jersey, entre els comtats de Bergen i Essex. Els seus pares es divorciaren quan tenia onze anys. Es graduà a Columbia High School a Maplewood (Nova Jersey), i assistí al Wellesley College i a la Universitat Harvard, d'on marxaria per iniciar la seva carrera d'actriu. Tornà a Harvard quinze anys més tard, per acabar l'any 2000, els seus estudis en Ciències Polítiques. Durant aquest temps s'apartà del cinema per a dedicar-se també als seus dos fills.

### Dècada del 1980
Durant els seus estudis a Columbia i després del divorci dels seus pares, treballà actuant en anuncis comercials per fer diners extra, esdevenint una cara coneguda dels anuncis de Burger King, de diamants DeBeers, i de maioneses Hellman. Durant aquella època destacà també com a gimnasta.
El 1984, va coprotagonitzar la pel·lícula The Karate Kid com a novia de Ralph Macchio, i va tenir el seu paper com a filla adolescent de la família d'un militar a la sèriue Call to Glory. La seva carrera d'actriu continuà amb Adventures in Babysitting, el seu primer paper com a protagonista, Cocktail, Soapdish, i The Marrying Man. També aparegué a Back to the Future Part II i Back to the Future Part III com a Jennifer Parker, substituint l'actriu original Claudia Wells qui declinà repetir el seu paper en la segona i tercera part de Back to the Future.

### Del 1990 a l'actualitat
Intentant canviar la imatge de noia bonica acceptà papers més arriscats com Leaving Las Vegas. En ella, Shue interpreta a Sera, una prostituta que s'enamora d'un suïcida alcohòlic (Nicolas Cage). La seva interpretació li valgué una nominació als Òscar. Des d'aquell moment, Shue apareixeria en pel·lícules com The Trigger Effect, The Saint, Desmuntant Harry (Deconstructing Harry) o Hollow Man.
Havia d'actuar al costat de Jim Carrey a The Number 23 però l'embaràs feu que acabés perdent el paper, que interpretà Virginia Madsen. El 2006, Shue i els seus dos germans produïren la pel·lícula Gracie, sobre una adolescent interessada en el futbol, en part basada en l'experiència pròpia de l'Elisabeth. Va ser filmada en part, en llocs on ella havia crescut.
També ha treballat amb el director guardonat per l'acadèmia James Cameron per la pel·lícula She Works Hard for the Money, on interpreta a una poderosa dona de negocis (Melinda Mucci) treballant en un món per homes durant la dècada de 1980 a la ciutat de Nova York.

### Vida personal
Coneguda pels seus amics i família com "Lisa", Shue s'ha casat amb Davis Guggenheim, director de sèries de televisió com Deadwood i An Inconvenient Truth. Tenen un fill, Miles William (11 de novembre de 1997), i dues filles, Stella Street (19 de març de 2001) i Agnes Charles (18 de juny de 2006).
El seu germà Andrew Shue és també actor. Ha participat en la famosa sèrie Melrose Place. El seu altre germà, William, va morir el 1988 amb 26 anys en un accident durant unes vacances familiars.

## Filmografia
| Any  | Pel·lícula                     | Paper                        | Notes |
| ---- | ------------------------------ | ---------------------------- | --- |
| 1984 | The Karate Kid                 | Ali Mills                    | |
| 1986 | Link                           | Jane Chase                   | |
| 1987 | Adventures in Babysitting      | Chris Parker                 | |
| 1988 | Cocktail                       | Jordan Mooney                | |
| 1989 | Retorn al futur 2              | Jennifer Parker/McFly        | |
| 1990 | Back to the Future Part III    | Jennifer Parker              | |
| 1991 | Escàndol al plató (Soapdish)   | Lori Craven                  | |
| 1993 | Heart and Souls                | Anne                         | |
| 1995 | Leaving Las Vegas              | Sera                         | Nominació - Oscar a la millor actriu Nominació - Globus d'Or a la millor actriu dramàtica Nominació - BAFTA a la millor actriu |
| 1996 | The Trigger Effect             | Annie Kay                    | |
| 1997 | El sant (The Saint)            | Dr. Emma Russell             | |
| 1997 | Desmuntant Harry               | Fay                          | |
| 1998 | Palmetto                       | Mrs. Donnelly / Rhea Malroux | |
| 1999 | Molly                          | Molly McKay                  | |
| 2000 | Hollow Man                     | Linda McKay                  | |
| 2004 | Mysterious Skin                | Mrs. McCormick               | |
| 2005 | Fet i amagar (Hide and Seek)   | Elizabeth                    | |
| 2005 | Dreamer                        | Lilly Crane                  | |
| 2007 | First Born                     | Laura                        | |
| 2007 | Gracie                         | Lindsay Bowen                | |
| 2008 | She Works Hard for the Money   | Melinda Mucci                | |
| 2012 | Si vols de debò...             | Karen                        | |
| 2012 | House at the End of the Street | Sarah                        | |
| 2012 | Chasing Mavericks              | Kristy Moriarity             | |
| 2014 | Behaving Badly                 | Pamela Bender / Saint Poppy  | |
| 2017 | Battle of the Sexes            | Priscilla Wheelan            | |